# Sembouès
Sembouès (gaskognisch: Semboés) ist eine französische Gemeinde mit 58 Einwohnern (Stand 1. Januar 2022) im Département Gers in der Region Okzitanien (bis 2015 Midi-Pyrénées); sie gehört zum Arrondissement Mirande und zum Gemeindeverband Bastides et Vallons du Gers.

## Geografie
Sembouès liegt rund 20 Kilometer südwestlich von Mirande und 26 Kilometer nordöstlich von Tarbes im Süden des Départements Gers an der Grenze zum Département Hautes-Pyrénées. Die Gemeinde besteht aus Weilern, zahlreichen Streusiedlungen und Einzelgehöften. Der Arros bildet streckenweise die westliche Gemeindegrenze.
Nachbargemeinden sind Ricourt im Norden und Nordosten, Blousson-Sérian im Osten und Südosten, Cazaux-Villecomtal im Süden, Buzon (im Département Hautes-Pyrénées) im Südwesten sowie Saint-Justin im Westen und Nordwesten.

## Bevölkerungsentwicklung
| Jahr                       | 1962 | 1968 | 1975 | 1982 | 1990 | 1999 | 2006 | 2011 | 2020 |
| Einwohner                  | 66   | 48   | 67   | 69   | 62   | 56   | 61   | 64   | 59   |
| Quellen: Cassini und INSEE |      |      |      |      |      |      |      |      |      |